# Le Syndrome Frankenstein
Pour plus de détails, voir Fiche technique et Distribution.
Le Syndrome Frankenstein (No Telling) est un film américain réalisé par Larry Fessenden, sorti en 1991.

## Fiche technique
- Titre original : No Telling
- Titre français : Le Syndrome Frankenstein
- Réalisation : Larry Fessenden
- Scénario : Larry Fessenden et Beck Underwood
- Photographie : David Shaw
- Pays d'origine : États-Unis
- Format : Couleurs - 1,85:1
- Genre : horreur
- Durée : 93 minutes
- Date de sortie : 1991

## Distribution
- Miriam Healy-Louie : Lillian Gaines
- Stephen Ramsey : Geoffrey Gaines
- David Van Tieghem : Alex Vine
- Richard Topol : Philip Brown
- Ashley Arcement : Frances Boyd
- Robert Brady : Chuck Boyd
- Susan Doukas : Martha Boyd